# Sante Dorigo
Sante Dorigo (Farra di Soligo, 18 febbraio 1892 – Treviso, 16 giugno 1942) è stato un militare italiano, decorato di medaglia d'oro al valor militare a vivente nel corso della prima guerra mondiale.

## Biografia
Nacque a Farra di Soligo, provincia di Treviso, il 18 febbraio 1892, figlio di Giovanni e Maria Simon. Compiuti gli studi ginnasiali nel settembre 1912 si arruolò volontariamente nel Regio Esercito, destinato a prestare servizio nel battaglione alpini Feltre del  7º Reggimento alpini. Nel gennaio 1913 fu inviato, con il suo battaglione, in Libia, dove prestò servizio sino all'agosto 1914 sotto il colonnello Antonio Cantore, comandante del Reggimento Alpini Speciale. Durante il corso della battaglia di Assaba, svoltasi il 23 marzo 1913, giorno di Pasqua, egli compì sette assalti alla baionetta, e fu promosso caporale il 31 agosto, e caporale maggiore il 30 novembre. Rientrato in Patria via nave, a bordo del Valparaiso, dal 31 maggio 1914 ricoprì l'incarico di contabile e il 7 agosto fu trattenuto in servizio attivo. Dopo l'entrata in guerra del Regno d'Italia, avvenuta il 24 maggio 1915, si distinse a Forcella Magna e Cima d'Asta, in Val Brenta. Promosso sergente, prese parte alle operazioni belliche a Malga Trenca, nella regione Musiera e nel maggio 1916 partecipò alla battaglia degli Altipiani. Ammesso a frequentare un corso per allievi ufficiali presso il 6º Reggimento alpini, nel giugno 1917 fu nominato aspirante presso il battaglione alpini "Val Brenta", e promosso sottotenente nel mese di agosto, fu assegnato al battaglione alpini "Monte Pasubio", allora comandato dal maggiore Emilio Battisti. Nel novembre 1917, dietro sua domanda, fu assegnato al XXIX Reparto d'assalto "Fiamme Verdi", e il 19 gennaio 1918 fu insignito della medaglia d'argento al valor militare per il coraggio dimostrato nel combattimento di Sano, sulla rive destra del fiume Adige, dove aveva catturato un ufficiale e cinque soldati nemici.
Il 23 maggio 1918, qualche giorno dopo la riconquista del Monte Corno di Vallarsa, il XXIX Reparto d'assalto tentò di impadronirsi delle posizioni nemiche di Zugna Torta, ma il tentativo non riuscì a causa del mancato arrivo dei rinforzi. Il suo reparto combatté per tre giorni e tre notti incitato dal grido del comandante di qui non si passa, ma l'incessante fuoco di mitragliatrici e bombarde nemico ebbe ragione dei difensori. Rimasto ferito due volte, con una gamba spezzata, ingaggiò un furibondo combattimento corpo a corpo all'arma bianca contro il comandante delle truppe avversarie, ferendolo gravemente. Mentre aiutato da un altro soldato cercava di portarlo al riparo, i due furono travolti dall'esplosione di una granata nemica lanciata dal comandante nemico. Venne trovato insieme al suo avversario, coperto di ferite e di morti, dalle truppe nemiche  che si accorsero di lui perché dava ancora qualche debole segnale di vita parlando in tedesco. I due ufficiali furono immediatamente trasportati nelle retrovie e poi mandati in un ospedaletto da campo nella zona dei Carpazi dove egli rimase fino alla fine della guerra, mentre il capitano austro-ungarico, divenuto suo amico e che gli diede in dono il proprio binocolo, si spense per la gravità delle ferite riportate. Creduto morto dai comandi italiani, fu la Croce Rossa Internazionale a rivelare che egli era ancora vivo, e con decreto Luogotenenziale del 13 ottobre 1918 fu insignito della medaglia d'oro al valor militare a vivente. 
Il 15 ottobre 1918 ebbe inoltre la promozione a tenente per merito di guerra. Ritornato in Italia l'11 novembre 1918 fu ricoverato presso l'ospedale militare di Bologna, dove fu curato dai sanitari dell'Istituto Ortopedico Rizzoli, per un lungo periodo. Qui conobbe una giovane studentessa, Elvira Regoli, che sposò e gli diede i figli Ubaldo e Giovanna.
Una volta ripresosi fu posto in congedo dal 1 maggio 1921, iscritto al ruolo d'onore, e nel 1922 prese parte a Roma al trasporto della salma del Milite Ignoto all'Altare della Patria. Promosso capitano il 1 gennaio 1932 e maggiore il 1 gennaio 1940, era insignito del titolo di Cavaliere dell'Ordine della Corona d'Italia dal 15 settembre 1918, e si stabilì a Moriago dove fu a capo dell'amministrazione comunale dal luglio 1926 al giugno 1928. Si spense a Treviso il 16 giugno 1942, e la sua salma venne tumulata nel cimitero di San Lazzaro.

### Annotazioni
1. ↑  Essa era già stata decretata il 13 giugno 1918 alla memoria, in quanto non si credeva che potesse sopravvivere. Perse la vista da un occhio e per miracolo non gli fu amputata la gamba destra.
2. ↑  Divenuto pilota della Regia Aeronautica perse la vita durante la seconda guerra mondiale, e fu decorato con la medaglia d'argento al valor militare alla memoria.

### Fonti
1. 1 2 3 4 5  Combattenti Liberazione.
2. ↑  Carolei, Greganti, Modica 1968, p. 52.
3. ↑  Bianchi, Cattaneo 2011, p. 179.
4. 1 2 3 4 5  ANA Conegliano.
5. 1 2 3 4 5 6 7 8 9 10  Bianchi, Cattaneo 2011, p. 180.
6. 1 2  Coltrinari, Ramaccia 2018, p. 33.
7. ↑  Coltrinari, Ramaccia 2018, p. 34.
8. 1 2 3 4 5 6  Bianchi, Cattaneo 2011, p. 181.
9. ↑  Medaglie d'oro al valor militare sul sito della Presidenza della Repubblica